# Keita Ishii
Keita Ishii (født 22. juni 1995) er en japansk fodboldspiller.